# Charlotte Wood
Charlotte Ann Wood (Cooma, 1965) è una scrittrice australiana.

## Biografia
Cresciuta a Cooma, nel Nuovo Galles del Sud, ha studiato giornalismo alla Charles Sturt University prima di lavorare come giornalista freelance e redattrice.
Ha esordito nella narrativa nel 1999 con il romanzo Pieces of a Girl e in seguito ha pubblicato altri 5 romanzi e due opere di saggistica delle quali una soltanto, Il weekend, è stata tradotta in italiano.
Nominata "scrittrice in residenza" al Charles Perkins Centre dell'Università di Sydney nel 2016 e membra dell'Ordine dell'Australia nel 2019 per il suo "servizio significativo alla letteratura", nel 2016 ha vinto il Premio Stella del valore di 50000 dollari con il romanzo The Natural Way of Things.

## Opere

### Romanzi
- Pieces of a Girl (1999)
- The Submerged Cathedral (2004)
- The Children (2007)
- Animal People (2011)
- The Natural Way of Things (2015)
- Il weekend (The Weekend, 2019), Milano, NNE, 2020 traduzione di Chiara Baffa ISBN 978-88-94938-81-4.

### Saggi
- Love and Hunger (2012)
- The Writer's Room: Conversations About Writing (2016)

## Premi e riconoscimenti
Premio Stella
- 2016 vincitrice con The Natural Way of Things